# Harry Brown (film)
Harry Brown – brytyjski thriller z 2009 roku w reżyserii Daniela Barbera.

## Obsada
- Michael Caine jako Harry Brown
- Emily Mortimer jako Frampton
- Iain Glen jako Childs
- Liam Cunningham jako Sid
- Jack O’Connell jako Marky
- David Bradley jako Leonard
- Charlie Creed-Miles jako Hickock
- Raza Jaffrey jako ojciec Bracken
- Joseph Gilgun jako Kenny
- Amy Steel jako pielęgniarka
- Chris Wilson jako Daniel Ladlow
- Klariza Clayton jako Sharon
- Sean Harris jako Stretch
- Lee Oakes jako Dean
- Ben Drew jako Noel
- Forbes KB jako Troy
- Claire Hackett jako Jean

i inni.

## Fabuła
Harry Brown jest emerytowanym marines mieszkającym w Londynie. Swoje życie spędza między szpitalem, gdzie leży ciężko chora żona Kath, a barem Sida, gdzie gra w szachy ze swoim jedynym przyjacielem Leonardem. Po śmierci Kath Leonard mówi Harry’emu o młodocianym gangu, który go zastrasza, i dla własnej obrony nosi stary bagnet; wdowiec zaleca mu pójście na policję. Kiedy Leonard zostaje zamordowany, inspektor Frampton i jej partner sierżant Hickock prowadzą śledztwo w tej sprawie. Odwiedzają Browna, ale nie mają dobrych wieści: policja nie znalazła żadnych dowodów przeciwko gangowi, oprócz bagnetu. Bezsilność policji zmusza emeryta do wzięcia spraw w swoje ręce.
Zdobywa broń od gangsterów-ćpunów, do których meliny przychodzi pod pozorem zakupu pistoletu do polowania na gołębie. Sytuacja kończy się zaatakowaniem przez Harry’ego jednego z ćpunów nożem, zastrzeleniem ich obu i zabraniem posiadanej przez nich broni. Po zajściu Harry oblewa ich melinę łatwopalną cieczą i podpala przyczółek wraz ze zwłokami, gdzie znajduje się również plantacja marihuany. Harry ucieka z płonącej siedziby wyrzutków samochodem terenowym, który się tam znajdował, zabierając ze sobą odurzoną narkotykami dziewczynę, leżącą na kanapie w jednym z pomieszczeń meliny, którą podwozi pod szpital, zostawia jej w kamizelce nieco gotówki odkrytej w torbie z bronią, włącza klakson w samochodzie celem zaalarmowania i pieszo ucieka.
Harry - pomimo poważnych problemów zdrowotnych - zaczyna mścić się na ulicznym gangu za śmierć przyjaciela, zabijając po kolei jego członków.